# Венеция и Истрия
Венеция и Истрия или Регион X Венетия и Истрия (на латински: Regio X Venetia et Histria) е административно-териториална единица в Римската империя през епохата на принципата – „регион“, в състава на римска Италия. Също е провинция на Римската империя през епохата на домината в Западната Римска империя.
Главен град е Аквилея.
Около 7 пр.н.е. Октавиан Август разделя Италия на 11 региона. Събитието е описано от Плиний Стари в неговата „Естествена история“ (Naturalis Historia).